# Tillicoultry
Tillicoultry (Tulach Cultraidh en gaélique (gd), Tillicoultry en scots (sco)) est une ville d'Écosse, situé dans le council area et région de lieutenance du Clackmannanshire. Elle est située dans les Ochil Hills, desservie par l'A91 (en) qui relie Stirling à St Andrews.
Elle se trouve à 6 kilomètres au nord-est d'Alloa et à proximité immédiate du village de Coalsnaughton.